# جمعية هواة جمع الطوابع في الهند
أَسَس جمعية الطوابع الهندية (بيه أس آي) (بالإنجليزية: The Philatelic Society of India "PSI") مجموعة من الإنجليز المغتربين المقيمين في البلاد في الغالب باعتبارها أول جمعية طوابع في عموم الهند وذلك في عام 1897. وخلال الخمسين عامًا الأولى من عمرها ضمت الجمعية معظم هواة جمع الطوابع الأنجلو-هنديين المهمين وكان لديها سجل قوي بوجه خاص في النشر مع كتابين حائزين على جوائز. إذ تجتمع الجمعية كل سبت أول وثالث في مكتب البريد العام في مومباي بدعوة من ديروباي ميهتا الرئيس، ود م بيتي السكرتير الفخري.

## التاريخ
نشأت فكرة إنشاء جمعية هواة جمع الطوابع لعموم الهند في جمعية هواة جمع الطوابع في البنغال عام 1896 ونشر تشارلز ستيوارت ويلسون رسالة مفتوحة في كلكتا يدعو فيها إلى التعبير عن الاهتمام. وانعقد الاجتماع الأول في 6 شارع ميدلتون بكلكتا في 6 مارس 1897 حيث عيّن تشارلز ستيوارت ويلسون أول رئيس وعيّن كل من السيدة كولين والبروفيسور أو في مولر والرائد تشي إتش آي هوبكنز نواباً للرئيس. وكان أول أمين صندوق هو ويلموت كورفيلد والسكرتير السيد بي. أيلوين سيلف من بنك البنغال.
كان معظم الأعضاء الأصليين من الإنجليز. أما السيد سي كي دوت فكان من كلكتا وأول هندي قُبِل في عام 1907.
في مارس 1957 أقيم معرض في بومباي لإحياء ذكرى اليوبيل الماسي للجمعية وفي عام 1997 احتفلت الجمعية بالذكرى المئوية لتأسيسها بعرض في بومباي بعنوان سينتيبيكس'97 والذي عرضت فيه عملة سيندي داوك الحمراء وغيرها من التحف النادرة من هواة جمع الطوابع الهندية. كما أصدر البريد الهندي طابعين تذكاريين للاحتفال بالذكرى المئوية.

## الأعضاء الأوائل
هذه قائمة جزئية للأعضاء الأوائل في الجمعية:
- جي. إيه. أندرسون
- والتر دورنينج بيكتون
- السيدة كولين
- ويلموت كورفيلد
- سي. إس. إف. كروفتون
- أل. إي. داوسون
- سي. كي. دوت (أول عضو هندي عام ١٩٠٧)
- الكابتن هانكوك
- لوت.-كول. جي.أف.إيه. هاريس
- ليزلي ل. ر. هاوسبرغ
- السيد تي. هوفمان
- ماج سي إتش آي هوبكنز
- جون إرنست باتري هوتسون
- تشارلز فريدريك لارمور
- جيمس ليندسي، إيرل كراوفورد ال26
- لوت. -كول. سي. بيه. لوكيس
- إيه.إيه. ليال
- لوت. تي. إي. مادن
- السير ديفيد باركس ماسون
- ماج. دو مولان
- البروفيسور أو. في. مولر
- ف.ن. شيلر
- السيد بيه. أيلوين سيلف
- إي. إيه. سميثيز
- السير تشارلز ستيوارت ويلسون موظف مدني هندي (آي سي أس) و"المدير العام للبريد والبرق" 1906-1913.[7]
- السيد إي. دبليو. ويذريل

## المنشورات
كان للجمعية سجل نشر قوي مع طوابع مارتن وسميثيس الحجرية الأربعة آنا للهند 1854-1855 وطوابع إل إي داوسون آنا وآنا اثنين من طوابع البريد في الهند 1854-1855، وكلاهما فاز بميدالية كروفورد من الجمعية الملكية لعلم الطوابع في لندن (1932 و1950 على التوالي). كما حصلت الكتب السبعة الأولى التي أنتجتها الجمعية على أرقام مجلدات مع أنها لم تشكل جزءًا من أي عمل متماسك. ثم صدرت مجلة الجمعية وهي مجلة الطوابع الهندية في عام 1897.
- أندرسون، جورجيا ملاحظات حول طوابع البريد في بوبال. كلكتا، 1899. (المجلد 3)
- كروفتون، CSF وويلموت كورفيلد. الطوابع الضريبية والتلغرافية اللاصقة للهند البريطانية . كلكتا: ثاكر، سبينك وشركاه، 1905. (المجلد 6)
- كروفتون، CSF وLLR هاوسبورج و سي ستيوارت ويلسون. طوابع البريد والتلغراف في الهند البريطانية . لندن: ستانلي جيبونز للجمعية، 1907.
- كروفتون، CSF الطوابع المالية والتلغرافية لسيلان . المحرر ب. جوردون جونز. لندن: بريدجر وكاي للجمعية، 1911.
- داوسون. طوابع بريدية للهند بعنوان "واحدة آنا واثنتان آنا"، 1854-1855 . برمنغهام: H. Garratt-Adams & Co. للجمعية، 1948.
- جايلز، د. هاموند. رفيق الطوابع البريدية المصنوعة يدويًا في الهند . بومباي: أرفيند م. باكفاسا، 1967.
- ماسون، السير ديفيد باركس. جامو وكشمير . (جزءان مرتبطان ببعضهما البعض) كلكتا ولاهور: 1900 و1901. مقتطفات من الانترنت . (المجلدان 4 و 5)
- ماسون، السير ديفيد باركس و ب. جوردون جونز. طوابع البريد في أفغانستان . مدراس: هيجينبوثام وشركاه، 1908. (من الملاحظات التي أعدها أصلا جيلبرت هاريسون.)
- روبرتس، العقيد GL و EA سميثيز. طوابع الاحتلال الياباني لبورما. 1947.
- سميثيس، إي إيه ومارتن، دي آر. طوابع الأربع آنات المطبوعة بالحجر في الهند، 1854-1855. ستانلي جيبونز للمجتمع، 1930.
- سميثيس، إي إيه وداوسون، إل إي طوابع البريد في جامو وكشمير مبسطة . لاهور، 1937. مقتطفات من الانترنت.
- سميثيس، إي. إيه. ومارتن، دي. آر. "طوابع نصف آنا المطبوعة بالحجر في الهند". نُشرت لجمعية هواة جمع الطوابع في الهند، لاهور، 1927. في الأصل، ظهر هذا في المكملات لمجلة الطوابع البريدية الهندية، أبريل-أغسطس 1927.[8]
- ستيوارت ويلسون، تشارلز. تم فرض رسوم إضافية على الطوابع اللاصقة البريطانية الهندية بالنسبة للولايات الأصلية. الجزء الأول . كلكتا، 1897. (المجلد 1)
- ستيوارت ويلسون، تشارلز. تم فرض رسوم إضافية على الطوابع اللاصقة البريطانية الهندية بالنسبة للولايات الأصلية. الجزء الثاني . كلكتا، 1899. (المجلد 2)
- ستيوارت ويلسون، تشارلز وبي جي جونز. يتم فرض رسوم إضافية على الطوابع اللاصقة البريطانية الهندية بالنسبة للولايات الأصلية . كلكتا، 1904. (الطبعة المنقحة) (المجلد 7)

## الملاحظات والمراجع
1. ↑  Distinguished Philatelists - Sir David Parkes Masson - The Greatest Indian Philatelist. Peshawar Stamp Society. Retrieved 13 August 2011. نسخة محفوظة 2025-04-29 على موقع واي باك مشين.
2. ↑  "Proposed Philatelic Society of India" in The London Philatelist, Vol. V, December 1896, No. 60, pp. 351-352.
3. ↑  "The Philatelic Society of India" in The London Philatelist, Vol. VI, June 1897, No. 66, p. 174.
4. 1 2  The Philatelic Society of India. India Post. Retrieved 11 April 2012. Archived here.
5. ↑  Million rare stamps on display at Bombay philately show. Rediff On The Net, 1997. Retrieved 11 April 2012. Archived here.
6. ↑  ومن المرجح أن معظم المؤلفين المذكورين في قسم المنشورات كانوا أيضًا أعضاء في الجمعية ولكن اُستبعد بعضهم من قائمة العضوية حتى يُعثر على دليل على عضويتهم.
7. ↑  "STEWART-WILSON, Sir Charles" in Who Was Who. A & C Black, 1920–2008, online edition, Oxford University Press, Dec 2007. Retrieved 15 August 2011.
8. ↑  WorldCat, on line.

## روابط خارجية
- الموقع الرسمي